# Mecyclothorax pahere
Mecyclothorax pahere is een keversoort uit de familie van de loopkevers (Carabidae). De wetenschappelijke naam van de soort is voor het eerst geldig gepubliceerd in 2012 door Liebherr.